# Emmerich Daniel Bogdanich
Emmerich Daniel Bogdanich (kroatisch. Mirko Daniel Bogdanić; * 5. Oktober 1762 in Virovitica; † 31. Januar 1802 in Buda) war ein Mathematiker, Astronom, Geodät und Kartograf.

## Tätigkeit
Sein Name ist  mit Fortschritten in der Geodäsie, Kartografie und Astronomie verknüpft.
In der Fachliteratur ist Bogdanić unter folgenden Namen zu finden:
- Emmerich Daniel Bogdanich, deutsch
- Mirko Daniel Bogdanić, kroatisch
- Imre Daniel Bogdanich, ungarisch
- Emericus Danielus Bogdanich, lateinisch